# Marc Ruchmann

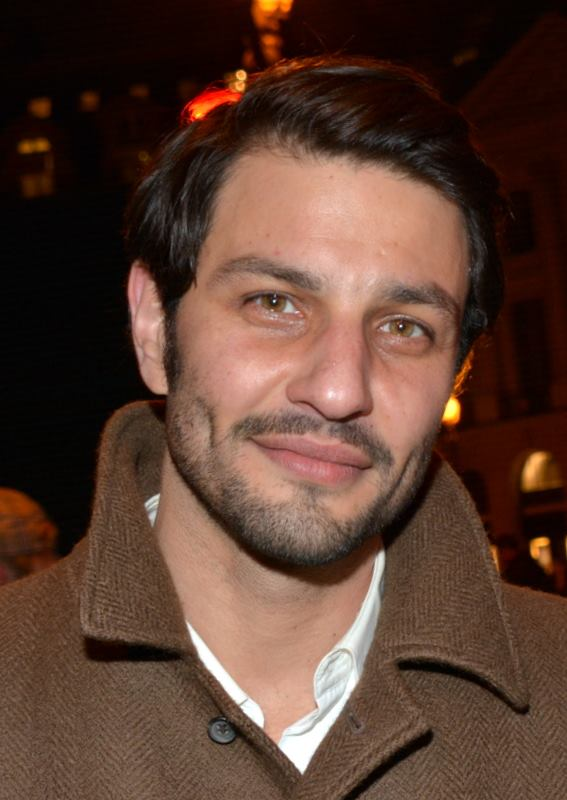
Marc Ruchmann bei der Nominierungsveranstaltung für den César 2017

Marc Ruchmann (geb. 27. Januar 1981) ist ein französischer Filmschauspieler. Seit 2004 war er in mehr als 20 Film- und Fernsehproduktionen zu sehen.

## Filmografie (Auswahl)
- 2004: 5×2 – Fünf mal zwei (5×2)
- 2007: Ali Baba und die 40 Räuber (Ali Baba et les 40 voleurs)
- 2007: Schöner Sportsmann (Fort comme un homme, Fernsehfilm)
- 2009: Milch und Honig (Revivre)
- 2009: Asche und Blut (Cendres et sang)
- 2011: Familientreffen mit Hindernissen (Le Skylab)
- 2012: La mante religieuse
- 2013: Für eine Frau (Pour une femme)
- 2016: Tout, tout de suite
- 2018: Le Chalet (Fernsehserie)
- 2018: Plan Coeur – Der Liebesplan (Plan cœur) (Fernsehserie)
- 2018: Das Familienfoto (Photo de famille)

## Auszeichnungen
Luchon International Film Festival
- 2007: Auszeichnung als Bester Jungdarsteller (Schöner Sportsmann)[1]